# Giuseppe Antonio Pasquale
Giuseppe Antonio Pasquale (Anoia, 30 ottobre 1820 – Napoli, 14 febbraio 1893) è stato un botanico e patriota italiano.
Laureato in medicina all'Università di Napoli, si dedicò agli studi botanici e fu aiuto di Michele Tenore. Fu anche fervente patriota, aderente alla setta della Carboneria; nel 1859 partecipò alla battaglia di Curtatone e Montanara. Tenne la cattedra di Botanica all'Università di Napoli. Fu il primo a occuparsi della briologia dell'Italia meridionale.

## Biografia
Direttore per lunghi anni dell'Orto Botanico di Napoli, raccolse e catalogò numerosissimi campioni provenienti per la maggior parte dall'Italia meridionale nella seconda metà del XIX secolo.
In particolare sono importanti gli exiccata raccolti per la compilazione della flora di Capri e del Vesuvio e quelli raccolti durante i suoi viaggi in Calabria e nel Gargano.
Sono presenti, nella collezione, inoltre, molti campioni inviati da botanici stranieri con i quali il Pasquale era in fervida corrispondenza, oltre a campioni raccolti da Gussone e Tenore.
La collezione Pasquale, in seguito donata all'Orto Botanico di Napoli dal figlio Fortunato, è costituita attualmente da 95 fascicoli di piante vascolari, 1 fascicolo di alghe e 10 fascicoli di briofite.
Il numero totale dei campioni dovrebbe ammontare a circa 10.000, ma non è ancora possibile fornire dati precisi, poiché il lavoro di schedatura è ancora incompleto.
Fu autore di numerosi trattati botanici divenuti ricercatissimi dagli studiosi della materia e tradotti in numerose lingue (i testi possono essere visionati in numerose biblioteche italiane, inglesi e tedesche).
Si distinse per coraggio nella battaglia di Curtatone e Montanara, dove combatté valorosamente nel maggio 1848 durante quello che fu uno degli eventi bellici più significativi della Prima guerra d'indipendenza italiana. Giovane professore universitario, alla testa dei suoi studenti napoletani affrontò a più riprese le forze austriache, restando anche ferito.
Partecipò attivamente anche alla difesa della Repubblica di San Marco a fianco di illustri patrioti quali ad esempio Ippolito Nievo.
Riposa nel Cimitero degli Uomini Illustri di Poggioreale (Napoli), accanto a Luigi Settembrini e Francesco De Sanctis.
Sotto al suo busto marmoreo, opera di Francesco Jerace, spicca un epitaffio a lui dedicato da Silvio Spaventa.